# Henneveux
Henneveux település Franciaországban, Pas-de-Calais megyében. Lakosainak száma 274 fő (2022. január 1.). Henneveux Nabringhen, Bournonville, Longueville, Alincthun, Brunembert és Colembert községekkel határos.

## Népesség
A település népességének változása:
| Lakosok száma | 309  | 298  | 307  | 300  | 293  | 287  | 280  | 278  | 274  |
|               | 2013 | 2015 | 2016 | 2017 | 2018 | 2019 | 2020 | 2021 | 2022 |